# Д’Антуар де Вренкур, Шарль Николя
Шарль Николя Д’Антуар де Вренкур (7 апреля 1773, под Верденом — 14 марта 1852, Париж) — французский дивизионный генерал, активный участник Наполеоновских войн, артиллерист.

## Биография
Дворянин. Дед Д’Антуара де Вренкура служил в шведской армии у Карла XII, отец  был капитаном  Пикардийского полка. Шарль Николя получил образование в военном училище в Понт-а-Муссон, и был зачислен в артиллерию буквально накануне революции. Молодой, только что произведённый в лейтенанты Д’Антуар, поддержал революцию и стал быстро продвигаться по службе. При осаде Лиона (занятого роялистами) он был ранен, но службу не оставил. В 1797 году он оказался в Италии, в армии генерала Бонапарта. Затем Бонапарт взял его с собой в Египет, где Д’Антуар отличился при захвате Александрии, и особенно в битве при Пирамидах, на поле боя получил чин полковника.
Во время похода Бонапарта из Египта в сторону Сирии, Д’Антуар командовал артиллерией дивизии Жана Ланна и отличился вновь в битве при Яффе и осаде Акры. Когда Наполеон вернулся во Францию, его во главе армии сменил Клебер, Д’Антуар был направлен командовать артиллерией в Александрию, где служил под началом генерала Мену во время боев за город с английским десантом.
По возвращении во Францию, Д’Антуар уже вскоре отправился в Италию, где занимал ряд военных должностей. Когда Наполеон учредил орден Почётного легиона, Д’Антуар был среди первых награждённых, став сразу офицером ордена (минуя степень кавалера).
В 1805 году Д’Антуар был назначен нести службу при Евгении Богарне, командующем итальянской армией и вице-короле Италии (королем Италии титуловался сам Наполеон). Пользуясь благосклонностью Богарне, Д’Антуар строит в Италии заводы, мосты, дороги, открывает военно-учебные заведения. В 1806 году Наполеон сделал его бригадным генералом.
Позже Д’Антуар участвовал в новых войнах, которые вела Франция, отличился при осаде Данцига (1807), в битвах при Раабе и при Ваграме (1809).
Произведённый в 1810 году в дивизионные генералы, Д’Антуар занимался демаркацией австро-итальянской границы в районе Тироля, а затем принял участие в Русском походе в качестве командующего артиллерией итальянского корпуса Евгения Богарне.
С трудом выдержав тяжелое отступление из России, раненый ядром (по касательной) и больной тифом Д’Антуар добрался до прусского Торна. Уже в начале следующего года он принял должность начальника понтонных парков армии, которую ранее занимал генерал Эбле, который, работая со своими сапёрами в ледяной воде, навёл мосты на Березинской переправе, спас армию и вскоре после этого скончался.
Однако и сменивший его Д’Антуар был еще слишком слаб после тягот, перенесённых в России. Оставив должность с разрешения императора, он выехал в Италию для лечения, где провёл несколько месяцев на курорте Альбано.

Герб генерала Дантуара де Вренкура.

Вернувшись во Францию Д’Антуар поддерживал Наполеона во время Сто дней, но не занимал никакой должности в действующих армиях. Вернувшимися Бурбонами, в рамках развернувшегося белого террора, Д’Антуар был назначен членом военного суда над генералами Делабордом и Друо. В результате генерал Друо был оправдан, а приговор генералу Делаборду был признан недействительным, поскольку писарь неверно написал его фамилию — оба преданных Наполеону военачальника были таким образом спасены.
После 1816 года генерал Д’Антуар был членом совета Политехнической школы. Поддержал революцию 1830 года, вскоре после которой был награждён Большим крестом ордена Почётного легиона и введён в состав палаты пэров.
За время своей карьеры генерал Д’Антуар был четырежды ранен — при осаде Лиона, в Египте, в Раабской битве и при отступлении из России. Находясь в Египте, Д’Антуар как-то раз во главе 50 человек отбил нападение 3 000 арабских кавалеристов, вместе с ним из этого героического боя вернулись 12 солдат. Опытный и образованный артиллерист, не раз рисковавший жизнью на поле боя, генерал Д’Антуар дожил до 78 лет. Его имя было высечено на южной стороне Триумфальной арки в Париже.